# 外命妇
外命妇，又稱誥命夫人。古代妇女有封号的称命妇，有内命妇、外命妇；皇帝妃嫔及太子良娣以下为内命妇，卿、大夫之妻、母为外命妇，即皇宫外妇人有爵位的命妇通称。夫或子为官，帝王可于其母及妻授予封号，可享受一定的地位和待遇。
西周春秋时，称卿大夫之妻为外命妇。
汉朝的外命妇有公主、王太妃、王妃、诸王女、列侯太夫人、夫人，而外戚妇女则封为君。西汉皇帝之女都嫁给列侯，称公主；皇帝外祖母、大臣夫人，有封为郡君之人，如宣城郡广德君、酂君等。
东汉皇女都封为县公主，仪服相当于列侯；尊崇者加号长公主，仪服相当于藩王。诸王女封乡、亭翁主，仪服相当于乡侯、亭侯。汉章帝特封东平宪王刘苍、瑯玡孝王刘京之女为县公主。
南朝宋，诸王之女封县主。北周的制度，皇帝之姑、皇帝之姊称长公主，皇帝之女称公主，王之母为王太妃，王之妻为王妃，柱国以下、帅都督以上的母亲、妻子，授太夫人、夫人、郡君、乡君等称号。
唐代公主及王妃以下，诸王母亲、妻子及职事官五品以上勋官四品以上有封之人的母亲、妻子等，享有朝参皇后等礼节上的荣誉。诸王母妻及妃，文武官一品及国公母亲、妻子为国夫人；三品以上母亲、妻子为郡夫人；四品为郡君，五品为县君，勋官四品有封者为乡君。唐玄宗开元年间，敕令王之妻为妃，文武官及国公之妻为夫人，母为太夫人。
宋朝有十四种号：大长公主、长公主、公主、郡主、县主、国夫人、郡夫人、郡君、縣君、淑人、硕人、令人、恭人、宜人、安人、孺人。叙赠之制：三公、宰相、执政、节度使三代，金紫光禄大夫、银青光禄大夫二代，余官一代，各自辨别他们的位序进升。加食邑实封，则视其品高下，以定户数多寡。父亲和嫡母在世，不得请生母的封赠。生母没有封赠，也不许先封其妻。
元朝一品封国夫人，二品郡公夫人，三品郡侯夫人，四品郡君，五品县君，六品恭人，七品宜人。
明朝之号有九，分十等：公为国夫人，侯为侯夫人，伯为伯夫人，一品为夫人（后来称一品夫人），二品为夫人，三品为淑人，四品为恭人，五品为宜人，六品为安人，七品为孺人。因其子孙获封，加“太”字，丈夫在世就不加。封赠的次序，七品至六品一次，五品一次，三品、二品、一品各一次。三母不并封，两封从优品。父亲之职高于儿子，则可进一阶。父应停给，及子为人后者，都可以得以移封。嫡母在世不封生母，生母未封不先封妻。妻子之封，止于一嫡一继。可以追夺。
清朝一、二品为夫人，三品为淑人，四品为恭人，五品为宜人，六品为安人，七品、八品、九品为孺人。民爵的公、侯、伯之妻，宗室爵自长子至辅国将军正室也称为夫人，奉国将军正室为淑人，奉恩将军正室为恭人。